# Car
Car (od lat. caesar) je vladar, odnosno državni poglavar u državi koja je po državnom uređenju carstvo. Ovaj se naslov obično prenosi nasljeđivanjem i smatra se višim od kraljevskog.  Car vlada nad puno zemalja i naroda, uključujući eventualno i njihove kraljeve. Jedini nositelj tog naslova danas je japanski poglavar Naruhito.
Narodi zapada Europe svoje su nazive za cara izvlačili pretežito iz naslova "imperator" (imperatore u talijanskom, imperador u španjolskom, empereur u francuskom, emperor u engleskom), a narodi istoka iz imena "caesar" kojim su rimski carevi isticali povezanost s prvim i povijesno najvećim među njima, Julijem Cezarom. U slavenskim se jezicima tako koriste nazivi "car" i "cesar" a u njemačkom "Kaiser". Iznimke su na istoku Rumunji (imparat), Albanci (parandor, mbret) te Grci (autokratoros, basileos). 

## Carstva u povijesti
U povijesti nije bilo mnogo država koje povjesničari nazivaju carstvima, i pojedinih vladara koji su se nazivali carevima. U nekim slučajevima samo je jedan moćni vladar okupio mnogo zemalja pod svojom vlašću i proglasio se (ili su ga drugi proglasili) carem, da bi ubrzo nakon njegove smrti taj naslov nestao (ili ostalo samo formalno), a tako ujedinjene zemlje najčešće su se ponovno razjedinile. U Starom vijeku jedan je takav primjer Akadsko carstvo u Mezopotamiji. U Europi su takvi primjeri na Zapadu Napoleon Bonaparte i njegov nećak Napoleon III. u Francuskoj (19. stoljeće) a na Istoku car Dušan u Srbiji (14. stoljeće) te carevi Boris u Bugarskoj i Samuilo u Makedoniji u 10. stoljeću. Također možemo carem nazvati mongolskog vladara Džingis-kana. U Latinskoj Americi su također u 19. stoljeću Augustin I. de Iturbide te Maksimilijan Habsburški carevali Meksikom a Petar I. i Petar II. Brazilom. U dvadesetom stoljeću samo se je Jean Bedel Bokassa proglasio 1977. godine carem Srednje Afrike kojom je potom kao car vladao do intervencije francuske Legije stranaca 1979. godine. 
Carstvo u pravom smislu riječi je država kojom vlada car, a carstvima se nazivaju i kolonijalna carstva koji nisu nužno monarhije (francuska 3. i 4. Republika) ili čiji monarsi nisu carevi (britansko, belgijsko ili portugalsko kolonijalno carstvo, kojima su vladali kraljevi Velike Britanije, Belgije i Portugala).

### Carstva u Europi
Svi carevi u Europi pozivali su se, neposredno ili posredno, na nasljeđe Rimskoga Carstva. Ono se u 4. stoljeću podijelilo na Istočno i Zapadno. Nakon pada Zapadnog carstva, Istočno Rimsko Carstvo nastavlja postojati te se postupno helenizira i pretvara u Bizantsko Carstvo. Na nasljeđe Bizantskog Carstva su se pozivali vladari Bugarske i Srbije, koji su se krunisili carevima. Posebno je bio čuven srpski car Dušan Silni Nemanjić koji je gospodario Balkanom i bio car Srba, Grka, Bugara i Arbanasa. Kasnije, nakon pada Bizanta pod tursku vlast, naziv cara s Ivanom IV. Groznim preuzimaju vladari Rusije (Moskovsko Carstvo tvrdeći za sebe da predstavljaju "Treći Rim"). 
Na Zapadu, godine 800. papa dodjeljuje naslov cara Karlu Velikom. Kasnijom podjelom carstva među njegovim nasljednicima, Francuska se izdvaja u zasebnu državu te nastaje Sveto Rimsko Carstvo, često s dodatkom "njemačkog naroda" u nazivu. Ono se održalo do početka 19. stoljeća, kada je Napoleon, pripremajući vlastito ustoličenje, dokinuo taj drevni carski naslov. Na njihovom nasljeđu, carevi su od tog vremena i vladari Austrije, odnosno Austro-Ugarske do 1918. godine.
Sam Napoleon proglasio se 1805. godine carem Francuza, no njegovo carstvo nije nadživjelo poraz u Rusiji 1814. Bonaparte je 1815. konačno poražen i zatočen na otoku Sveta Helena gdje i umire 1821. godine. Na legendi o Napoleonu Velikom, njegov će se nećak, Louis Napoleon Bonaparte, uspeti na vlast u Francuskoj nakon veleprevratničke 1848. godine, isprva kao Predsjednik Republike, a od 1852. kao novi car. Njegova vladavina, poznata i kao "Drugo Carstvo", završena je svrgnućem nakon poraza od Pruske kod Sedana 1870. 
Na ruševinama Drugog (francuskog) Carstva rođeno je potom (u Versaillesu, 1871. godine) drugo Njemačko Carstvo na čelu s pruskim kraljevima. Posljednji od ta tri cara, Vilim II. iz kuće Hohenzollern-Sigmaringen, odrekao se carske krune nakon poraza u Prvom svjetskom ratu te je ostatak života do smrti proveo u izbjeglištvu u Nizozemskoj.
U istočnoslavenskim jezicima riječ "car" znači kralja. Do toga je došlo jer su u ruskim prijevodima Biblije kraljevi starog Izraela i rimski carevi zajedno nazivani titulom cara, pa je tijekom stoljeća riječ car postala sinonim za kralja, a pravi su carevi na Istoku Evrope nazivani titulom imperatora.
Rusko je carstvo nastalo širenjem Moskovske države, a sam naslov cara vladari prisvajaju od Ivana IV. Groznog, a carem (imperatorom) proglasio se Petar I. Veliki. Carstvo koje se u međuvremenu proteglo od Baltika do Vladivostoka nestalo je u veleprevratu 1917 godine, a car Nikola II i njegova obitelj ubijeni su 1918. godine po Lenjinovom nalogu.
Nakon obnove nezavisnosti Bugarske, novi vladari Ferdinand I. i Boris II. iz kuće Sachsen-Coburg obnovili su naslov "Cara Bugara" ali je na bugarskom jeziku, isto kao i na ruskom, ta titula značila kralja, a ne cara. Carstvo je nestalo u vrtlogu Drugog svjetskog rata nakon iznenadne smrti Borisa II., sovjetske okupacije i izgona malodobnog Simeona II. nakon proglašenja republike. Simeon će se nakon promjena na istoku vratiti u Bugarsku te postati predsjednik vlade od 2001 do 2005. godine.

### Carstva izvan Europe
Veliki suparnik Rimskoga Carstva bilo je Perzijsko (Iransko) Carstvo. Vladari Irana i u 20. stoljeću nazivali su se carevima (kraljevima nad kraljevima), sve do Islamske revolucije 1979. godine.
Kina je najdugovječnije carstvo, koje se tijekom 3.500 godina trajanja više puta raspadalo i obnavljalo. Posljednji car, Pu Yi, svrgnut je veleprevratom 1911. godine, ali je od 1934. do 1945. formalno carevao Mandžukuom na sjeveru Kine, japanskom satelitskom državom uspostavljenom nakon vojne okupacije u japansko-kineskom ratu.
Samim Japanom i danas vlada car (tenno) i to je jedini današnji vladar s tim naslovom. 
Države Azteka, Maja i Inka u Latinskoj Americi, koje su srušili Španjolci u 16. stoljeću, također zbog njihove multietičnosti nazivamo carstvima. 
Indija je već u Starom vijeku bila samostalno carstvo (car Ašoka), a nakon britanskog osvajanja, britanska kraljica Viktorija proglašena je "caricom Indije". Taj će naslov njezini potomci izgubiti tek nezavisnošću Indije 1947. godine. 
Najdugovječnija afrička država, Etiopija (nekadašnji naziv Abesinija) bila je također carstvo do 1975. godine kada je pod nerazjašnjenim okolnostima umro u veleprevratu 1974. godine svrgnuti car (negus negesti, kralj kraljeva) Haile Selasije. U službi velikog etiopskog cara Menelika II. bili su u 19. stoljeću i poznati hrvatski istraživači, braća Seljan.
Po smislu pojma "car", bagdadski kalifi i osmanlijski sultani su također carevi, ali obično se navode ti posebni naslovi. Stari egipatski faraoni također se mogu nazvati carevima, kao i neki drugi drevni vladari (primjerice, Sargon Veliki, tvorac Akadskog carstva u Mezopotamiji).

## Poveznice
- Veliki kralj
- Šah
- Kralj
- Državni poglavar